# Psilocybe azurescens
Psilocybe azurescens es una especie de hongo psilocibio perteneciente a la familia Hymenogastraceae del orden Agaricales cuyos componentes psicotrópicos activos son psilocibina y psilocina. Se encuentra entre los hongos portadores de triptamina más potentes conteniendo hasta un 1,8% de psilocibina, un 0,5% de psilocina y un 0,4% de baeocistina en peso seco, promediando alrededor de 1,1% de psilocibina y un 0,15% de psilocina. 

## Apariencia
El sombrero (pileo) de Psilocybe azurescens es de un diámetro de 30–100 mm, cónico a convexo, expandiéndose de forma convexa y luego achatándose con la edad formando un umbo persistente. La superficie es suave, viscosa cuando está húmeda y cubierta por una película gelatinosa separable. De color castaño a marrón ocre o caramelo, a veces salpicado con zonas de azul oscuro o negro azulado. Higrófano, palidece a un débil color pajizo a medida que se seca y cuando es dañado produce unas fuertes marcas azules. El borde del mismo es a veces irregular y erosionado durante la madurez, al principio es levemente incurvado, luego decurvado, achatándose con la madurez. El estipe es estriado translúcido y a veces deja una zona anular fibrosa en las regiones más altas del mismo. Las láminas van de sinuosas a adnatas, son marrones y cuando sufre una lesión tornan al negro. Las mismas son apretadas con dos filas de láminas moteadas, con bordes blanquecinos. Las esporas son de un color marrón oscuro purpúreo a un negro purpúreo. El estipe es de un largo de 90–200 mm con un ancho de 3–6 mm, es de un blanco sedoso, oscureciéndose desde la base o con la edad en un color marrón y hueco al alcanzar la madurez. Está constituido por tejido cartilaginoso enrollado. La base del estipe se ensancha hacia abajo, a veces se curva y se caracteriza por unas matas aéreas blancas de micelio, en ciertas ocasiones con tonos azules. El micelio que rodea a la base del estipe es altamente rizomórfico (o sea, tipo raíz), de un blanco sedoso y mantiene juntas fuertemente a las virutas de madera, manchándose intensamente de un tono azul cuando es perturbado. Estos hongos o bien no poseen olor o adquieren un leve olor farináceo. Su gusto es extremadamente amargo.
| Nombre               | Psilocibina [mg/g] | Psilocina [mg/g] | Baeocistina [mg/g] | Total [mg/g] |
| -------------------- | ------------------ | ---------------- | ------------------ | ------------ |
| Psilocybe azurescens | 1,78               | 0,38             | 0,35               | 2,51         |
| Psilocybe cubensis   | 0,63               | 0,60             | 0,025              | 1,26         |

## Hábitat y distribución
Es cespitoso a gregario sobre un suelo con viruta caducifolia o arenoso rico en residuos lignícola. El hongo posee afinidad por práderas costeras y medanosas. De aspecto coliboide, genera una mata micelial extensa y densa; este hongo causa en la madera el enblanquecimiento de la misma. La fructificación comienza avanzado ya septiembre hasta fines de diciembre o principios de enero.
Psilocybe azurescens ha sido cultivado en Alemania, Nueva Zelanda y en los Estados Unidos (California, Nuevo México, Ohio, Oregon, Vermont y Wisconsin).

## Estado legal
La posesión y/o cultivo de estas especies es ilegal en un gran número de países, incluso siendo clasificada como una droga clase A en Nueva Zelanda.

## Efectos
Ver Psilocibina: Efectos.